# Samisk flag
Det samiske flag bruges af samerne i regionen Lapland, som dækker dele af Nordsverige, Nordnorge, Nordfinland, og på Kolahalvøen i Rusland.
Flaget har en cirkel i midten. Den ene halvdel er rød og symboliserer solen, den anden halvdel er blå og symboliserer månen. Flagets farver, rød, grøn, gul og blå, er de traditionelle farver, som findes på de samiske dragter.
| Flag | Spire Denne artikel om flag eller vexillologi er en spire som bør udbygges. Du er velkommen til at hjælpe Wikipedia ved at udvide den. |